# دون هاريس (صحفي)
دون هاريس (بالإنجليزية: Don Harris)‏ هو صحفي أمريكي، ولد في 8 سبتمبر 1936 في فيداليا في الولايات المتحدة، وتوفي في 18 نوفمبر 1978 في Port Kaituma ‏ في غيانا.